# 邵逸夫之死
邵逸夫之死，2014年1月7日上午6時55分於家中在家人陪伴下安詳去世，據稱享耆壽107歲，其喪禮只請家人出席。無綫電視發表聲明，表示雖然知道終會有這件事邵逸夫（邵爵士）離世，但不會因此減少公司的傷痛和失落，無綫電視所有人員都會懷念邵逸夫，並向邵逸夫的夫人方逸華及家人，致以深切慰問。邵逸夫的喪禮於2014年1月10日在香港殯儀館舉行，隨後遺體被運往香港歌連臣角火葬場火化。其骨灰後安葬於新加坡三江公祠。
邵逸夫逝世获得各方哀悼，包括中华人民共和国中央政府、香港政府、演艺界和欧美各大媒体。

## 各界回應

### 中华人民共和国中央政府
- 中國共產黨中央委員會總書記、 中国國家主席習近平：邵逸夫先生一生熱愛國家，關心民祉，慷慨捐贈，惠及多方。其愛國之情，其為國之志，人們將銘記在心。[3]
- 中国全國人民代表大會常務委員會委員長、中央港澳工作協調小組組長张德江：邵先生畢生秉持愛國情懷，投身報國事業，維護香港繁榮穩定，熱心公益，澤被後世，風範永存。[3]
- 中国國務院副總理劉延東：他一生愛國愛港，艱苦創業，慈善濟世，令人敬佩。邵逸夫曾擔任港事顧問，為香港順利回歸和繁榮穩定發揮了積極作用。作為一位卓越的實業家，他在創造商業奇蹟的同時，為香港乃至中國影視事業的繁榮、走向世界做出了貢獻。作為一位著名的慈善家，邵逸夫多年來致力於支持教育等社會公益事業，為促進祖國內地的教育和科學事業發展做出了重要貢獻。[4]
- 中国國務院前總理溫家寶：長期以來，邵逸夫先生對國家教育、科技等各項事業的貢獻，將永遠銘刻在人們心中。[3]
- 中国國家新聞出版廣電總局局長蔡赴朝：邵逸夫先生愛國愛港，熱心公益慈善，作為香港邵氏兄弟電影公司創辦人、香港電視廣播有限公司榮譽主席、傑出的實業家，為香港電影、電視業的繁榮發展做出了重要貢獻。邵逸夫先生雖駕鶴仙逝，但風範永存。[3]
- 中国國務院港澳事務辦公室主任王光亞：邵逸夫先生是知名的愛國愛港人士，曾經擔任過香港特區籌備委員會委員和港事顧問，為香港的順利回歸和繁榮穩定做出了突出貢獻。王光亞讚揚邵逸夫一生熱心公益和慈善事業，積極推動國家教育、科技、文化和衛生等事業的發展，深受敬重和愛戴。他的愛國情懷和高尚情操將永遠留在我們心中！[3]
- 中国國務院港澳事務辦公室前主任魯平：邵逸夫先生為香港的順利回歸和繁榮穩定作出了卓越貢獻。他的愛國愛港情懷和高尚品格永遠值得我們懷念。謹表沉痛哀悼，並致以深切的慰問。[3]
- 中国中央人民政府驻香港特别行政区联络办公室主任张晓明：顷悉邵逸夫先生逝世，深感悲痛。邵老一生富有传奇，始终秉持爱国报国情怀和不懈奋斗精神。尤其关心国家发展，慷慨捐助内地教育、科技、医疗、影视、赈灾等诸多方面，贡献卓著，备受尊敬。其创建的事业长在，其垂立的风范长存。[5]
- 中国中央人民政府驻香港特别行政区联络办公室前主任彭清華：邵逸夫先生是香港著名的企業家和慈善家，一生愛國愛港，勤勉創業，樂善好施，不懈奮鬥，為華語影視文化事業的興盛發展、為香港的順利回歸和繁榮穩定、為祖國內地的發展和社會公益貢獻良多。[3]

### 香港特别行政区政府
- 香港行政長官梁振英：表示哀悼，並讚揚邵逸夫長期大力推動演藝發展，又在香港及內地作出公益事業，十分值得尊重。[6]
- 香港商務及經濟發展局局長蘇錦樑：對邵逸夫爵士逝世深感惋惜。邵逸夫1950年代末成立邵氏兄弟（香港）有限公司，逐步建立自己的電影王國，拍攝過千部電影，影響力遍及全球華人社區，對推動華語電影業的發展，貢獻良多。其後在1960年代進軍電視業，協助創辦香港首間免費電視台，製作無數膾炙人口的電視劇，陪伴香港人成長，是不少港人的集體回憶。他讚揚邵逸夫為善最樂，歷年作出大量捐獻，惠及科技、教育等不同範疇。蘇錦樑又說，邵逸夫積極和堅毅的精神，將有如他製作的經典電影及電視節目一樣，長留香港人的心中。[7]
- 香港自由黨主席周梁淑怡：早年曾在無綫任職的周梁淑怡表示，邵逸夫對電影、電視行業發展很投入，不只是一個生意人，對創意行業的感情濃厚。她又讚揚邵逸夫在發掘人才方面獨具慧眼，對推廣香港電視業發展作出貢獻。[8]

### 新加坡政府
- 新加坡總統陳慶炎：雖然邵逸夫先生後半生定居香港，但實際上他也為新加坡作出了很多貢獻。邵逸夫曾在1985年來新加坡，參加經濟委員會會議的討論，為新加坡確定經濟發展方向和制定經濟政策貢獻自己的意見。[9][10]
- 新加坡總理、人民行動黨秘書長李顯龍：邵氏兄弟在新加坡電影界也是舉足輕重的人物，一代一代的新加坡人看過他們的影視劇。邵氏基金也為新加坡的慈善事業貢獻良多。[10]
- 新加坡前總理李光耀：邵氏兄弟的電影事業不僅對香港，也對東南亞以及更廣泛的區域很多人的生活產生了巨大影響。[10]

### 香港无线电视
- 香港無綫電視行政主席梁乃鵬：邵逸夫多年來對無綫有很大貢獻，形容無綫有今天的地位，都是因為他的英明領導，公司仝人對其離世感到哀悼。[11]
- 香港無綫電視前總經理何定鈞：曾與邵合作的何定鈞在一個電台節目表示，邵逸夫是好老闆，不會吩咐下屬做事，只會在旁提點。以往無綫從不外購劇集，但邵逸夫看完劇集《包青天》後，叫管理層也看看，最後無綫買入該劇在黃金時間播出。管理層最初抗拒外購劇集，只考慮在周末播放，但邵逸夫向他表示，要把頸伸出外面看看，結果該劇在港收視理想。除了公司的大型策略外，小事邵逸夫都放手予管理層，亦沒有干預新聞運作。[12]
- 香港無綫電視資深演員、以及港區全國政協委員兼八和會館主席汪明荃：邵逸夫對香港的電影業及電視業發展付出很多，很值得尊敬。[12]

### 娱乐界同仁
- 香港著名藝人劉德華：出身自無綫電視的劉德華表示會永遠懷念邵逸夫。

## 世界各大媒体致哀
香港电影大亨邵逸夫爵士于当地时间周二去世，各大国外媒体也第一时间发文，悼念这位亚洲传媒业的大亨、电影业的先驱者、功夫电影的缔造者。

### 英国各大媒体
BBC——香港电影先驱邵逸夫去世
邵逸夫和他的兄弟们在香港和东亚创建了一个媒体帝国。他旗下制作了几百香港电影和好几部美国电影，他重金资助了中国的基础教育。
路透社——香港媒体大亨邵逸夫去世享年106岁
香港媒体大亨，亚洲电影电视帝国的缔造者邵逸夫于当地时间周二去世，享年106岁。邵逸夫是香港电影业的代表性人物，将中国功夫电影带到西方，将香港这个曾经的英国殖民地打造成“东方好莱坞”。
邵氏影业出品的影片超过1000部，包括音乐剧、历史剧以及功夫影片。邵氏出品的经典功夫片，如《独臂刀》，赋予这一电影题材新的定义，也让香港、亚洲乃至西方的后辈电影人受益匪浅。
英国电影和电视艺术学会(BAFTA)授予邵逸夫特别贡献奖。
《每日电讯报》——功夫电影先驱者邵逸夫去世
在邵氏影业的黄金时代，每周都有超过200万观众在邵氏旗下的电影院观看该公司拍摄的动作电影。好莱坞知名导演昆汀-塔伦蒂诺(QuentinTarantino)就深受邵氏电影的影响：“有一年，我每天都要观看最少一部邵氏的电影，有时候是三部。”
《金融时报》——电影人邵逸夫去世

### 美国各大媒体
《纽约时报》——邵逸夫的善举未能延及美国
香港影视大亨邵逸夫7日晨去世，这位影业大亨的善举惠及了中国大陆和香港的教育与医疗事业，获得了中国领导人及英国女王的赞扬。不过，邵老的善举并未延伸到美国。
《好莱坞报道者》——传奇制片人邵逸夫去世
传奇娱乐大亨邵逸夫去世，享年106岁。这位颇有影响力的娱乐大亨是整个香港娱乐产业的奠基人之一。1967年，邵逸夫投资建立了香港第一个无线商业电视台TVB。在上世纪70年代，邵氏影业每年要推出40部电影，每天都有超过25万名观众前往143家邵氏旗下的电影院观影。
CNBC——电影大亨邵逸夫去世
拥有传奇一生的香港娱乐大亨邵逸夫去世，他的名字几乎可以和低成本的中国动作和恐怖电影，特别是功夫片划上等号。曾有记者提问邵逸夫最喜欢的电影，后者回答：“我特别喜欢那些赚钱的电影。”
《美联社》——香港电影大亨邵逸夫去世
邵逸夫打造的电影和电视帝国培养出了周润发和吴宇森这样的优秀电影人，也鼓舞了昆汀-塔伦蒂诺等西方电影人。邵氏影业帮助功夫电影传遍世界各地，但他也错失了一个绝佳的机会，没有签下一位日后的功夫巨星：李小龙。

### 其他
《综艺》——《银翼杀手》制片人邵逸夫去世享年106岁
上世纪中国电影产业先驱者之一的邵逸夫爵士去世，享年106岁。他个人投资拍摄的影片超过360部，其中有不少经典动作片，还包括雷德利-斯科特的科幻巨作《银翼杀手》。邵逸夫1977年被英国政府授予骑士称号，1998年被香港特区政府授予最高荣誉大紫荆勋章。